# Bobby Cox
Robert Joseph Cox (ur. 21 maja 1941) – amerykański baseballista, który występował na pozycji trzeciobazowego, menadżer zespołów MLB i menadżer generalny.

## Kariera zawodnicza
Przed rozpoczęciem sezonu 1959 podpisał kontrakt z organizacją Los Angeles Dodgers, gdzie przez pięć lat grał w klubach farmerskich tego zespołu. Następnie w 1964 został wybrany w drafcie MiLB przez Chicago Cubs, skąd w 1966 w ramach wymiany zawodników przeszedł do Atlanta Braves. Po rozegraniu 99 meczów w zespole Richmond Braves z Triple-A, został oddany do New York Yankees. W Major League Baseball zadebiutował 14 kwietnia 1968 w meczu przeciwko Minnesota Twins jako pinch hitter. 1 października 1969 zaliczył ostatni występ w MLB. Z powodu słabego stanu kolan zmuszony był przedwcześnie zakończyć karierę zawodniczą.

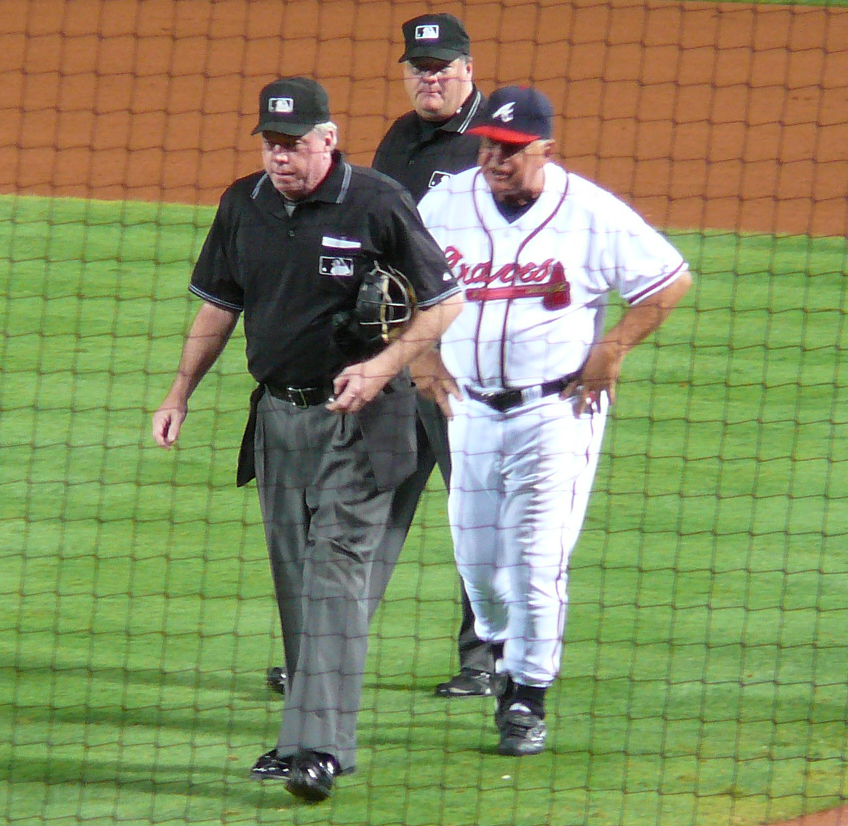
Bobby Cox po wyrzuceniu przez sędziego z boiska w jednym z meczów w sezonie 2009.

## Kariera menedżerska
W 1971 został menadżerem zespołu farmerskiego Yankees, Fort Lauderdale Yankees z Class-A. W sezonie 1972 prowadząc West Haven Yankees z Double-A zdobył mistrzostwo Eastern League. W latach 1973–1976 był menadżerem Syracuse Chiefs z Triple-A, z którym w 1976 wywalczył mistrzostwo International League. W sezonie 1977 był trenerem pierwszej bazy w New York Yankees. W 1978 został menadżerem Atlanta Braves i pełnił tę funkcję do 1981 roku osiągając bilans zwycięstw i porażek 266–323. W latach 1982–1985 prowadził Toronto Blue Jays, zaliczając w sezonie 1985 najlepszy bilans w historii klubu (99–62), jednak ulegając w American League Championship Series, późniejszemu triumfatorowi w World Series Kansas City Royals 3–4, mimo prowadzenia w serii 3–1; w sezonie 1985 Cox otrzymał nagrodę AL Manager of the Year Award.
W październiku 1985 został menadżerem generalnym Atlanta Braves, a 22 czerwca 1990 mianował siebie na stanowisko menadżera klubu. W sezonie 1991 Braves zostali pierwszym klubem, obok Minnesota Twins, który zajął pierwsze miejsce w dywizji w rundzie zasadniczej, będąc na ostatnim miejscu w sezonie poprzednim. Obydwa zespoły zdobyły wówczas mistrzostwa ligi i spotkały się w World Series, w których Braves ulegli 3–4. Cox został ponownie wybrany najlepszym menadżerem i został pierwszym, który otrzymał tę nagrodę zarówno w American League, jak i National League.
Rok później Braves osiągnęli najlepszy bilans w historii klubu 104–58 i zdobyli mistrzostwo National League; w World Series przegrali drugi raz z rzędu, z Toronto Blue Jays 2–4. W sezonie 1995 Cox poprowadził zespół do pierwszego po przeniesieniu siedziby klubu do Atlanty zwycięstwa w World Series, po pokonaniu Cleveland Indians 4–2. W 2005 Braves zdobyli mistrzostwo NL East dwunasty raz z rzędu, a Cox po raz czwarty otrzymał nagrodę dla najlepszego menadżera w lidze. 8 czerwca 2009 w meczu z Pittsburgh Pirates, zaliczył 2000. zwycięstwo jako menadżer Braves. Po raz ostatni poprowadził zespół 11 października 2010 w meczu National League Division Series przeciwko San Francisco Giants.
W karierze menadżerskiej zanotował bilans 2413–1930–3, co daje mu czwarte miejsce w klasyfikacji wszech czasów pod względem zwycięstw za Conniem Mackiem, Johnem McGrawem i Tonym La Russą. 12 sierpnia 2011 przed meczem z Chicago Cubs miała miejsce ceremonia zastrzeżenia numeru 6, z którym Cox występował jako menadżer Braves.

## Baseball Hall of Fame
9 grudnia 2013 został wybrany jednogłośnie przez 16 członków Expansion Era Committee do Galerii Sław Baseballu. Ceremonia wprowadzenia do Baseball Hall of Fame odbyła się 27 lipca 2014.

## Nagrody i wyróżnienia
| Nagroda/wyróżnienie          | Lata                   | Źródło |
| ---------------------------- | ---------------------- | ------ |
| 2× zwycięzca w World Series  | 1977, 1995             | [ 1 ]  |
| 4× Manager of the Year Award | 1985, 1991, 2004, 2005 | [ 1 ]  |
| Baseball Hall of Fame        | od 2014                | [ 11 ] |
| # 6 zastrzeżony przez Braves | 2011                   | [ 10 ] |

## Statystyki menadżerskie
| Lata                 | Klub               | Liga               | Mecze | Zwycięstwa | Porażki | Proc. zw. i por. |
| -------------------- | ------------------ | ------------------ | ----- | ---------- | ------- | ---------------- |
| 1978–1981, 1990–2010 | Atlanta Braves     | NL                 | 3860  | 2149       | 1709    | 0,557            |
| 1982–1985            | Toronto Blue Jays  | AL                 | 648   | 355        | 292     | 0,549            |
| Łącznie w karierze   | Łącznie w karierze | Łącznie w karierze | 4508  | 2504       | 2001    | 0,556            |